# 今ここにある危機とぼくの好感度について
『今ここにある危機とぼくの好感度について』（いまここにあるききとぼくのこうかんどについて、英: How to be Likable in a Crisis）は、NHK総合「土曜ドラマ」枠で2021年4月24日から5月29日まで、NHK BS4Kで2021年4月30日から放送された日本のテレビドラマ。主演は松坂桃李。全5回。
名門大学で次々と起こる不祥事に翻弄される大学の広報マンの姿を通し、ブラックな笑いを交えながら現代社会が抱える矛盾と、そこに生きる人々の悲哀に迫るブラックコメディー。渡辺あやによるオリジナル脚本作品。
ギャラクシー賞月間賞（2021年5月度）および第59回ギャラクシー賞選奨と、令和3年度（第76回）文化庁芸術祭賞 テレビ・ドラマ部門 大賞を受賞。

## あらすじ
神崎真は、テレビ局のアナウンサーであった知名度やマスコミ出身というキャリアを買われ、学生時代の恩師である総長・三芳からのオファーを受け、名門・帝都大学の広報担当者として中途採用される。
しかし有名教授の研究不正疑惑や研究施設からの外来生物の流出事件など、帝都大学では数々の不祥事や問題が持ち上がる。
大学上層部の意向を受け、学内外からの批判を回避するため真は尽力するが、そこには優柔不断な総長を筆頭に、隠蔽体質の理事や広報部の上司、正義感の強い新聞部の学生たちの影響で数多くの難題が待ち受けていた。

## 登場人物

### 主要人物
神崎真〈34〉
演 - 松坂桃李
帝都大学の広報マン。前職はテレビ局のアナウンサー。
好感度を気にするあまり一見意味があるようで実際は中身がスカスカの「何か言ってるけど何も言ってない」話しかしない。そのためAIではないかと揶揄されている。
アナウンサー時代のトラウマでテレビカメラに写されることに恐怖を感じる。
木嶋みのり
演 - 鈴木杏
帝都大学生命科学センターの非正規の若手研究者。大学時代の神崎と一時期交際していた。
岸谷教授の論文不正を告発後、大学に退職届を出し実家のスナックを手伝っていたが、不正を理事会に隠蔽されると昔の研究仲間が呼んでくれた九州の会社の研究室に転職する。
サハライエカの雑種に刺された真を心配し、調査した過去の症例を電話で伝え励ましたことを切っ掛けに真と再び交際関係となる。
三芳修
演 - 松重豊
帝都大学総長。教え子だった真を直々に広報に迎え入れる。超一流のエジプト考古学者。優柔不断なところがある。旧友の水田とは博多弁で喋る。
サハライエカの雑種による健康被害に対し、大学の責任を認めようとしない理事会に対し芝居を打ち、理事たちが重症化し死に至った事例に当てはまると狂言で揺さぶりをかけ、人命にかかわることであると須田理事の反対を押し切り、マスコミとの定期懇親会で帝都大学からのサハライエカ流出を起因とする健康被害を謝罪するとともに被害に対応することを発表する。
三芳修の事務所にインディアナ・ジョーンズが書いた大きな本「The secret of the Tutankham」（ツタンカーメンの秘密）がある（第1話）。

### 帝都大学理事会
須田理事
演 - 國村隼
徹底したリアリスト。国や財界と太いパイプを持ち裏総長と呼ばれている。
自身が国とのパイプ使って「次世代科学技術博覧会」の仕切りに食い込んでいることから、帝都大の不注意で流出した外来種の蚊を起因として健康被害が発生し、国の威信がかかったイベントが中止になるようなことがあってはならないと面目が潰されないよう声を荒げる｡
真からの報告を受け、三芳総長が定例マスコミ懇談会で帝都大のサハライエカ流出を起因とする健康被害を謝罪するとともに被害に対応する発表をすることに文科省からの交付金の大幅削減や被害者への賠償で大学が存続の危機に立たされると「現実を見るように」と反対するが、人命が掛かっており「現実を見ている」と総長に押し切られる。その結果、蚊の徹底駆除で「次世代科学技術博覧会」は開催されたものの帝都大は博覧会での発表を取り下げ、健康被害を発生させたことに対する謝罪行脚に追われたことから次期理事長は退任すると思われたが、三芳総長から大学の危機を乗り切るために残って欲しいと留意され、その要請を引き受ける。
鬼頭治男
演 - 岩松了
総務・広報担当理事。老かいな仕切り屋だが、実力者・須田の顔色をうかがっている。
理事会で真が堀田教授の研究室から流出した外来種の蚊が起因の雑種に刺され健康被害を起している可能性がある報告を受けると自身も袖のボタンが留められない程虫刺されで右手首が腫れあがっていたことから急用を理由に理事会を退席し、三芳総長の命令でアレルギー検査に向かった真に同行し自身も検査を受ける。
サハライエカの流出による健康被害を認めない理事会に対し、三芳総長から理事たちが重症化し死に至る事例に当てはまると狂言で揺さぶりをかけられると卒倒してしまい、次期理事を退任する。
水田理事
演 - 古舘寛治
三芳総長の旧友。関西弁を喋る。
謎の虫刺され被害が堀田教授の研究室で扱っている外来種の蚊を起因としている可能性がある話を理事会が揉み消そうとした際には声を大にし真偽を確かめるよう訴えるなど、理事会のなかで三芳総長を除き唯一まともな考えを持つ人物。
布川経則
演 - 温水洋一
コンプライアンス・研究担当理事。
自身が堀田教授をヘッドハントしたこともあり、虫刺されによる健康被害が堀田教授の研究室で扱っている外来種のサハライエカを起因とする可能性がある不祥事を揉み消そうとする。
サハライエカ流出による健康被害を認めない理事会に対し、三芳総長と真から理事会に持ち込んだ「国際展示場」で捕まえた蚊が逃げ出したと狂言で揺さぶりをかけられると我先に退室しようと逃げ出し、通用口に殺到する。サハライエカの不祥事後、次期理事を退任する。
斎藤理事
演 - 斉木しげる
謎の虫刺され被害で体調不良となった真にアレルギー検査を受けるよう三芳教授が命令した際、検査する病院を段取りするが、その病院ではアレルギー検査とは関係のない血液中の好酸球の測定を行っていただけで、虫刺され被害の不祥事を揉み消そうとしていた。
理事会に真が持ち込んだ「国際展示場」で捕まえた蚊が逃げ出したと狂言で揺さぶりをかけられると退室しようと逃げ出し、通用口に殺到する。サハライエカの不祥事後、次期理事を退任する。
山東理事
演 - 坂西良太
理事会に真が持ち込んだ「国際展示場」で捕まえた蚊が逃げ出したと狂言で揺さぶりをかけられると退室しようと逃げ出し、通用口に殺到する。サハライエカの不祥事後、次期理事を退任する。

### 帝都大学教授・准教授
教授
室田教授
演 - 高橋和也（第1話 - 第3話・最終話）
教育学の教授。会議では常に正論を吐き、出席者たちをうんざりさせる。
澤田悦史
演 - 池田成志
大学で一二を争う変人教授。別名は「Mr.レッドカード」。分子生物学専門で岸谷教授の論文不正の調査委員を上田教授から引き継ぐ。みのりを気骨ある女性と気に入り岸谷教授の不正を糾弾しようとするが、大学の不正隠蔽を糾弾する決起集会で酔った勢いで神崎に暴力を振るってしまった様子を週刊誌記者に撮られてしまい、これ幸いと理事会から停職処分を課され調査委員を解任されてしまう。
停職が明けた後、虫刺されで左の小指が腫れあがり高熱を発症した真を「希少生物研究センター」に案内し、旧知の足立准教授と共に真が外来種と固有種の蚊の雑種に刺されアレルギー反応を起こしており、最悪の場合死亡する可能性があることを伝える。
みのりから電話で相談を受けたことで堀田研究室から流出したサハライエカが健康被害の原因であることを特定するため、堀田研究室に忍び込みサハライエカを持ち出し、遺伝子解析で健康被害を起している蚊と遺伝子が合致するエビデンスを掴む。
准教授
三木谷准教授
演 - 岩井勇気
情報学の准教授。神崎の大学時代の後輩。

### 帝都大学職員
石田課長
演 - 渡辺いっけい
広報課長で真の上司。事なかれ主義。真と同じ転職組。
三芳総長がマスコミとの定期懇親会で帝都大学が流出させたサハライエカによる健康被害を謝罪しようとすると懇親会を中止しようとするが真に制止される。
谷山主任
演 - 尾関伸次
広報課勤務。
安藤秘書
演 - 安藤玉恵
三芳総長の秘書。「何か言ってるけど何も言ってない」真がAIではなく実在することに驚く。
サハライエカの外来種による健康被害を隠蔽しよとする理事を炙り出すため三芳総長が狂言を打った際には、会議室の通用口が開かないように外側から抑え込み出られないようにして協力する。

### 帝都大学新聞部
理学部講義棟の北側にある老朽化した天文台の地下に部室を構える。
コウスケ（望月耕介）
演 - 坂東龍汰
岸谷教授の不正論文を告発したみのりを取材し大学新聞で記事にする。不正論文の記事を疎ましく思う理事会が地震発生で部室である課外活動施設の利用を禁止した際はその欺瞞を激しく糾弾し、一部の教授も賛同したことから活動休止通告を撤回させる。
ユウナが虫刺されの被害で高熱を出し入院した際には彼女のことを心配し、真に記事にしないので虫刺されの健康被害について知っていることを教えて欲しいと懇願する。
ユウナ
演 - 吉川愛
虫刺され被害を記事にするため故意に関東国際展示場で蚊を集めたことから外来種由来の雑種の蚊に刺されて首の後ろが腫れあがり、39度の熱が出て入院する。奨学金で大学に通っていることから長く入院できないだろうとコウスケから心配される。
サハライエカの雑種による健康被害から無事回復し、澤田教授たちが堀田研究所からサハライエカを持ち出すために大学の警備員を足止めする工作に協力し、猪ではなくペットの子豚が逃げ出したと芝居を打つ。
シュウジ
演 - 若林拓也
澤田教授たちが堀田研究所からサハライエカを持ち出すため、行内に農学系の農場から猪が逃げ出したとコウスケと芝居を打ち、大学の警備員たちを足止めする。

### その他
玲香
演 - 岡本杏理
真の交際相手。帝都大学が流出させたサハライエカを起因とする健康被害を三芳総長が謝罪する会見で、真が号泣する動画がトレンドにあがり恥ずかしくてもう会うのは無理と、交際を解消する。

### ゲスト
第1話
岸谷昇一
演 - 辰巳琢郎（第2話）
ノーベル賞候補とも噂される生命科学のスター教授。論文不正でみのりから告発される。
上田教授
演 - 国広富之（第2話）
生命科学の教授。みのりの告発を受け予備調査を行い、岸谷教授の不正を理事会に訴えるが須田理事から圧力を掛けられ心労で倒れてしまう。体調回復後は理事会から来年の研究予算を倍にすると買収されたうえ不正論文の調査委員に再任され、みのりのミスで不正はなかったと報告することになるとみのりに謝罪している。
犬山正
演 - 佃典彦（最終話）
東城大学教授。岸谷教授の論文不正疑惑の遠因として「大学が直面している科学研究の現状」に関し「研究資金の流れ」と「短期的な成果を求める国と企業」に問題があるとテレビ番組で警鐘を鳴らす。
また、帝都大学のサハライエカ流出騒動に対しては「誰かの失敗を叩くほど隠蔽は増え、厳しく罰しさえすれば状況が改善するわけでは決してなく、問題はそう単純なものではない｣と帝都大の不祥事に対し、文科省は今後よく考えて対応すべきだと意見を述べる。

第2話
みのりの母
演 - 梅沢昌代（最終話）
「スナックあけみ」を経営している。休職中のみのりと店を切り盛りし、来店した元アナウンサーの神崎にサインを求める。
週刊誌の記者
演 - 吉見一豊（最終話）
場末のスナックでアルバイトをしているみのりを盗撮しようと「スナックあけみ」を訪れていたが、偶然澤田教授が神崎に暴力を振るう現場に遭遇し、そのスクープ映像を撮影することに成功する。

第3話
浜田剛志
演 - 岡部たかし
ネットジャーナリスト。帝都大百周年記念イベントの最終日のゲスト。「日本僻地論」を展開する著書のポスターの前で韓国人アイドルがKOポーズで撮影した写真が「日本を公然とディスっている」と曲解されSNSで拡散されたことで炎上、大学のイベント中止を訴える苦情の電話が殺到し、爆破予告の脅迫状まで届いたことから理事会の意向でイベントが中止される。そのため外国特派員協会でイベントを中止した大学を糾弾、言論の自由を訴えるコメントの発表とともに三芳総長の反論会見を要求する。
外国特派員協会の記者会見で三芳がイベント中止を撤回したことから講演を行うこととなるが、アンチから襲撃されるのではないかと怯え、警戒する。

外国人記者
演 - アレックスJ.D
本名アンドリュー・ウォレス。「安全確保」の一点張りでイベント中止の断行しか主張せず、それ以外反論会見で答えようとしない三芳総長に対し、キング牧師の有名な演説を引き合いに出し「沈黙」を続けることに苦言を呈する。20年前、教授時代の三芳のゼミ生であった。
レポーター
演 - 野口かおる
帝都大百周年記念イベントを取材するレポーター。
吉永美代子
演 - 益田由美
帝都大百周年記念イベントの初日のゲスト。「サバイバルと多様性」という題目で講演を行う。

第4話
若林慎吾
演 - 吉村卓也（最終話）
関東中央テレビアナウンサー。真のアナウンサー時代の後輩。切れ者で謎の虫刺され被害についてセンセーショナルに演出するため足立准教授を怪しい虫博士に見立てて取材し、恣意的に報道する。
山崎
演 - 平原テツ
関東中央テレビのディレクター。謎の虫刺され被害が帝都大がホストを務める「次世代科学技術博覧会」のプレイベントを境に急増している情報を掴み、会場である関東国際展示場に帝都大「稀少生物研究センター」が隣接していたことから、センターに生息する生物が被害の原因ではないかと報道する企画を立ち上げる。
足立顕
演 - 嶋田久作（第3話 - 最終話）
帝都大准教授。昆虫分類学の第一人者で「希少生物研究センター」で研究を行っている。小学生の頃からの澤田教授との友人。関東中央テレビから取材を受けた後、関東国際展示場に調査に向かい下水道に生息する蚊を研究センターに持ち帰り、澤田教授の遺伝子解析の協力を得て外来種のサハライエカと日本のチカイエカが交配した新しい雑種であることを突き止める。
サハライエカの健康被害に対し、アフリカでは毒アリの毒で治療できるアリ毒療法があることを真に教え、澤田教授が堀田研究室からサハライエカを持ち出すことに協力する。
堀田教授
演 - 奥田洋平（最終話）
刺されるとデング熱にかからなくなるワクチン蚊の研究を製薬会社と共同で行っている。
帝都大出身でスタンフォード大学に移籍して最先端の免疫研究を行っていたが、布川理事に乞われ帝都大に戻って来たものの、老朽化で傷んだ研究棟の修理を頼んでも研究費で賄うように通達する大学側に不満を抱いている。研究室の水道が壊れており、誤ってサハライエカのボウフラを数十匹流出させいたことが後の調査で発覚する｡
健康被害の原因が研究室のサハライエカが原因か遺伝子解析で特定されるられることを恐れ、研究が終了したので処分したと真に告げ真相を闇に葬り去ろうとしたが、澤田教授たちに実は処分していなかったサハライエカを研究室から持ち出され、研究室のサハライエカの遺伝子が健康被害を起している雑種の蚊の遺伝子と合致するエビデンスを掴まれる。予定していた「次世代科学技術博覧会」での学術発表は一身上の都合を理由に欠席する。
坂下耕三
演 - 横塚真之介
真が三芳総長の指示で虫刺されのアレルギー検査を再度受けた病院の医師。真が蚊アレルギーに陽性であった診断結果を告げ、初めに受けた血液検査はアレルギーとは何の関係もないことを教える。

最終話
市長
演 - 多田木亮佑
三芳総長からのサハライエカの外部流出の報告に対し蚊の徹底駆除について約束するが、経済波及効果30億円で準備に4年かかった「次世代科学技術博覧会」の開催に支障をきたし中止となった場合は帝都大に損害賠償すると告げる。
用務員
演 - 伊武雅刀
帝都大の本庄健三郎の胸像を掃除する大学の用務員。相変わらず世界は複雑で、真にはまだまだ分からないことだらけであるが、それでもこの頃ちょっとだけ簡単に見えるようになった気がするのは「愛のせいかもしれない」と告げ、本作は幕を下ろす。

## スタッフ
- 作 - 渡辺あや
- 音楽 - 清水靖晃
- 分子生物学考証 - 岡野ジェイムス洋尚
- 研究不正調査考証 - 中村征樹
- エジプト考古学考証 - 近藤二郎
- アクション指導 - 武智健二
- 演出 - 柴田岳志、堀切園健太郎
- 制作統括 - 勝田夏子、訓覇圭
- 制作 - NHKエンタープライズ
- 制作・著作 -  NHK

## 作品の評価

### 受賞歴
- ギャラクシー賞月間賞（2021年5月度）[6]
- 第59回ギャラクシー賞選奨
- 文化庁芸術祭賞 テレビ・ドラマ部門 大賞[7]

## 放送日程
| 放送回 | 放送日  | 放送日  | ラテ欄                               | 演出         |
| 放送回 | 総合    | BS4K    | ラテ欄                               | 演出         |
| ------ | ------- | ------- | ------------------------------------ | ------------ |
| 第1話  | 4月24日 | 4月30日 | 大学広報マンを襲う不祥事対応の嵐!    | 柴田岳志     |
| 第2話  | 5月01日 | 5月07日 | 僕やっぱ無能だって思われますか?      | 柴田岳志     |
| 第3話  | 5月08日 | 5月14日 | 総長の好感度守ってみせます!          | 堀切園健太郎 |
| 第4話  | 5月22日 | 5月28日 | オレ死ぬの? ついに最大の危機が訪れた | 柴田岳志     |
| 最終話 | 5月29日 | 6月04日 | イベントは中止にできません           | 柴田岳志     |
- 5月15日（BS4Kでは5月21日）は、5月15日に総合テレビで『プロ野球2021「巨人×阪神」』中継（17:30 - 21:05[8]）を放送したのに伴う特別編成が組まれた[9]ため、放送休止。